# Di dân Turk
Di dân Turk đề cập đến việc di dân của Các dân tộc Turk và sự lan truyền của tiếng Thổ đến Trung Á, Đông Âu và Tây Á, diễn ra chủ yếu giữa thế kỷ 6 và 11. Khu vực nguồn gốc của các dân tộc Thổ là miền nam Xibia (Bắc Á) và các phần phía bắc của Tân Cương, Mông Cổ và Mãn Châu.
Các bộ lạc Thổ được xác định đã được biết đến vào thế kỷ thứ 6 và đến thế kỷ thứ 10 hầu hết Trung Á đã được họ định cư. Triều đại Seljuq định cư tại Tiểu Á bắt đầu từ thế kỷ 11, cuối cùng dẫn đến định cư của người Thổ vĩnh viễn hiện diện ở đó. Trong khi đó, các bộ lạc Thổ khác cuối cùng đã thành lập các quốc gia độc lập, chẳng hạn như Kyrgyzstan, Turkmenistan, Uzbekistan và Kazakhstan, và các cộng đồng khác hiện đang thuộc các quốc gia khác, như Chuvashia, Bashkortostan, Tatarstan, Crimean Tatars, Uyghurs ở Trung Quốc và Cộng hòa Sakha Siberia.

## Quần thể tổ tiên
Các dân tộc Thổ Nhĩ Kỳ được ghi nhận sớm nhất xuất hiện trong các sử liệu viết về bộ lạc du mục sống ở phía bắc Vạn Lý Trường Thành, một tường thành dài được xây dựng như một biên giới kiên cố giữa triều đại nhà Hán (206 TCN - 220) và Hung Nô.
Một số giả thuyết cho rằng tộc người Thổ sống ở Mãn Châu ngày nay với tư cách quốc gia nông nghiệp và đã chuyển sang lối sống du mục và bắt đầu di cư về phía tây. Nghiên cứu di truyền các mẫu di truyền Thổ (Turkic) cổ, cũng cho thấy nguồn gốc ở Đông Bắc Á của họ.

### Hồ sơ của Sử ký Tư Mã Thiên
Tổ tiên của người Thổ Nhĩ Kỳ được cho là bao gồm Hung Nô ở Mông Cổ hoặc ở dọc theo thượng lưu Yenisei vùng Siberia (khu vực ngôn ngữ Tuvan đương đại), được biết đến từ các nguồn lịch sử. Biên niên sử Hán viết về Hung Nô, bao gồm Sử ký Tư Mã Thiên thế kỷ II trước Công nguyên, ghi lại một huyền sử của họ từ một ngàn năm trước chép về tổ tiên huyền thoại, Chunwei, một hậu duệ của các vì vua cầm quyền Trung Quốc thuộc nhà Hạ (khoảng năm 2070 - khoảng 1600 TCN). Chunwei sống giữa "những kẻ man rợ trên núi" Xianyun hoặc Hunzhu. Tên của Xianyun và Hunzhu có thể kết nối họ với nhóm dân tộc Thổ.
Rõ ràng Hung Nô bao gồm một số bộ lạc và các nhóm cư dân theo địa lý, không phải tất cả đều là người Thổ Nhĩ Kỳ (xem xét các dân tộc hỗn hợp sau này). Sử ký Tư Mã Thiên đề cập đến Mianshu, Hunrong và tây Diyuan của Cam Túc; Yiqu, Dali, Wiezhi và Quyan ở phía bắc của Qi và dãy núi Liang, sông Jing và sông Qi; Người man rợ sống ở rừng và Loufan ở phía bắc nước Tấn, và người man rợ phía đông và người man rợ ở miền núi thuộc phía bắc nước Yên. Sau này sử liệu cũng đề cập đến những sắc dân khác.
Rõ ràng có nhiều thứ sau này. Vào cuối nhà Hạ, khoảng năm 1569 trước Công nguyên, theo ghi chép của Sử ký Tư Mã Thiên, ở Trung Quốc đã thành lập một thành phố tên Bin giữa các khu sống của người Tây Nhung. Năm 1269, người Tây Nhung và Di buộc phải di dời Bin. Khoảng năm 1169 trước Công nguyên, bộ lạc Quanyishi bị triều đại Chu tấn công, năm 1159 TCN họ đã buộc tất cả những kẻ man rợ trở thành "phục tùng", ở phía bắc sông Jing và Luo. Vào năm 969 trước Công nguyên, "Vua Mục đã tấn công Khuyển Nhung và mang về cho ông ta bốn con sói trắng và bốn con nai trắng...." Những người Thổ Nhĩ Kỳ đầu tiên tin rằng pháp sư có thể biến hình thành sói.
Năm 769 Thân hầu của nhà Chu tranh thủ sự giúp đỡ của người Khuyển Nhung trong cuộc nổi loạn chống lại hoàng đế You. Những kẻ man rợ sau đó không rút mà lấy Jiaohuo giữa Jing và Vị Hà và từ đó tiến vào Trung Nguyên, nhưng cuối cùng bị đuổi ra ngoài. Vào năm 704, những người man rợ trên núi đã tiến quân qua nước Yên vào năm 660 trước Công nguyên tấn công hoàng đế nhà Chu Xiang ở Luo. Ông đã loại bỏ một nữ hoàng man rợ. Những kẻ man rợ đặt một người khác lên ngai vàng. Họ tiếp tục cướp bóc cho đến khi bị đuổi ra vào năm 656 trước Công nguyên.
Sau đó, người Trung Quốc đã đuổi Di và thu phục tất cả Hung Nô (ít nhất là tạm thời). Khoảng năm 456 trước Công nguyên, người Trung Quốc đã lấy Đại từ họ. Bộ lạc Yiqu đã cố gắng xây dựng các công sự nhưng mất chúng vào tay người Trung Quốc trong giai đoạn mở rộng này. Ở đây, chi tiết của các câu chuyện tăng lên khi nó liên quan đến sự trỗi dậy của nhà Tần trong giai đoạn 221-206 trước Công nguyên, các câu chuyện đã có tính lịch sử hơn là huyền thoại.

### Những người theo đời sống du mục ở phía đông bắc
Các nghiên cứu nhân trắc học và di truyền học ban đầu chưa đưa ra câu trả lời kết luận về "chủng tộc" của người thuộc nhóm Thổ Nhĩ Kỳ. Các phân tích DNA tìm thấy mối quan hệ với các quần thể Tây Âu ở phía tây, các quần thể Đông Bắc Á ở phía đông và hỗn hợp cả hai trên nhiều khác biệt. Các nghiên cứu mới hơn cho thấy nguồn gốc Đại chủng Á rõ ràng đối với nhóm dân tộc Thổ. Trong và sau thời kỳ di cư vào Trung Á, những bộ lạc này trộn lẫn một phần với những người du mục Ngữ hệ Ấn-Âu.
Liên quan đến nguồn gốc văn hóa của người Hung, quyển Cambridge Ancient History of China khẳng định: "Bắt đầu từ khoảng thế kỷ thứ 8 trước Công nguyên, các cộng đồng du mục cưỡi ngựa đã xuất hiện ở khắp châu Á, tạo cơ sở cho các xã hội chiến binh du mục". Đây là một phần của một vành đai lớn hơn của "các dân tộc du mục cưỡi ngựa" trải dài từ Biển Đen đến Mông Cổ, và được người Hy Lạp gọi là người Scythia. Người Scythia ở phía tây là người Iran, nói một trong số rất nhiều ngôn ngữ cuối cùng có nguồn gốc từ tiếng Ấn-Âu nguyên thủy, sắc dân được xem là đã chiếm vùng Pontic-Caspian Steppe theo lý thuyết Proto-Indo-European, Giả thuyết Kurgan. Các cộng đồng trải dài phía bắc Trung Quốc, khu vực lịch sử Nội Mông là cộng đồng Tiền Hung Nô.

## Hung nô
- Xem: Chiến tranh Hán-Hung Nô
- Xem: Hung Nô

Chiến dịch của Tần Thủy Hoàng chống lại Hung Nô năm 215 trước Công nguyên đã kìm bước tiến Hung Nô, đẩy họ ra khỏi và chiếm đóng vùng Ordos. Các vấn đề lại xuất hiện sau thời nhà Tần. Hung Nô đã tấn công Sơn Tây của người Hán vào năm 201 TCN. Hoàng đế Hán Cao Tổ đã mua chúng bằng ngọc, lụa và một người vợ Trung Quốc cho Shanyu (nhà lãnh đạo Hung Nô). Mối quan hệ với Hung Nô tiếp tục gặp khó khăn vào năm 133 trước Công nguyên, Hoàng đế Hán Vũ Đế đã tiến hành chống lại họ với 300.000 quân. Tám mươi mốt năm và mười bốn cuộc thám hiểm sau đó diễn ra cho đến năm 52 trước Công nguyên, nhóm Nam Hung Nô đã đầu hàng và miền bắc Trung Quốc không còn bị đột kích. Các cuộc thám hiểm quân sự của nhà Hán tiếp tục tiến hành ở gần biên giới Trung Quốc, suốt Chiến tranh Hán-Hung Nô đến năm 89 sau Công nguyên, nhà nước Hung Nô từng bước bị đánh bại và sụp đổ.
Một vành đai nổi loạn của người du mục đặc biệt nghiêm trọng vào đầu thế kỷ thứ 4 đã dẫn đến sự đồng nhất nhất định của Hung Nô với người Hung. Một lá thư (Thư II) được viết bằng ngôn ngữ Sogdian cổ đại được khai quật từ một tháp canh thời nhà Hán năm 1911 đã xác định thủ phạm của những sự kiện này là "Hung", hỗ trợ nhận dạng năm 1758 bởi Joseph de Guignes. Sự tương đồng không phải là không gặp các phản ứng của những nhà phê bình, đặc biệt là Otto J. Maenchen-Helfen, người lập luận rằng tên đó là một tên chung và có thể đề cập đến bất cứ sắc dân nào. Gần đây, nhiều bằng chứng khác đã được chú ý: Zhu Fahu, một nhà sư, đã dịch sách tiếng Phạn đề cập từ Hūṇa trong quyển Tathāgataguhya Sūtra và trong Lalitavistara Sūtra dùng từ "Hung Nô". Vaissière tái tạo lại cách phát âm là 'Xiwong nuo'. Hơn nữa, Ngụy thư nói rằng vua Hung Nô đã giết vua Sogdia và chiếm lấy đất nước, một sự kiện có thể truy cập được vào thời của người Hung, dân tộc đã làm điều đó. Nói tóm lại, tên "Hung" là tên chính xác và không hề chung chung."

## Hung

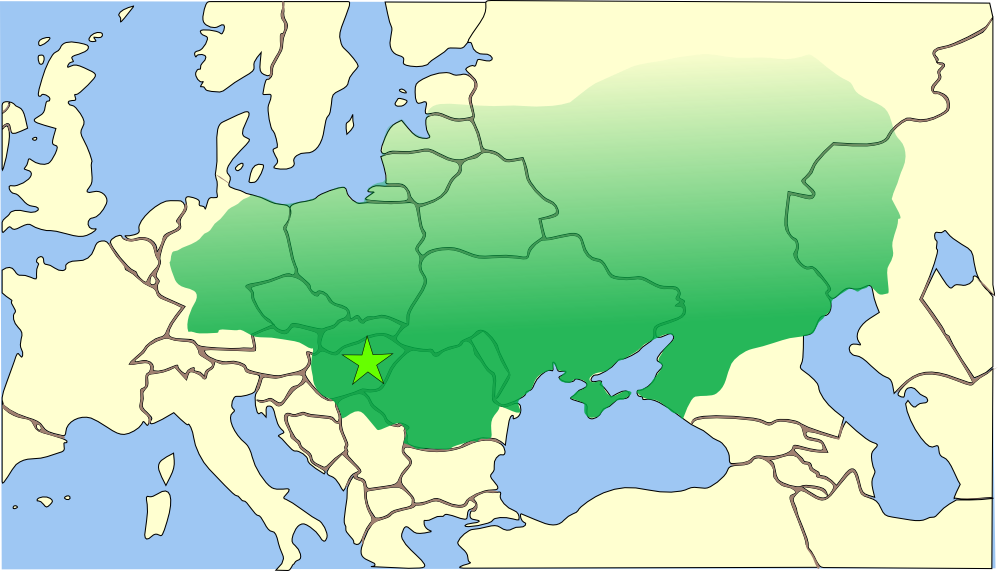
Lãnh thổ thống trị của người Hung khoảng AD 450 theo các tác giả châu Âu. Ngôi sao đánh dấu nơi người Hung du mục đã chọn để định đô, đồng bằng Hungary, một vùng đất hảo nguyên ở một vùng núi.

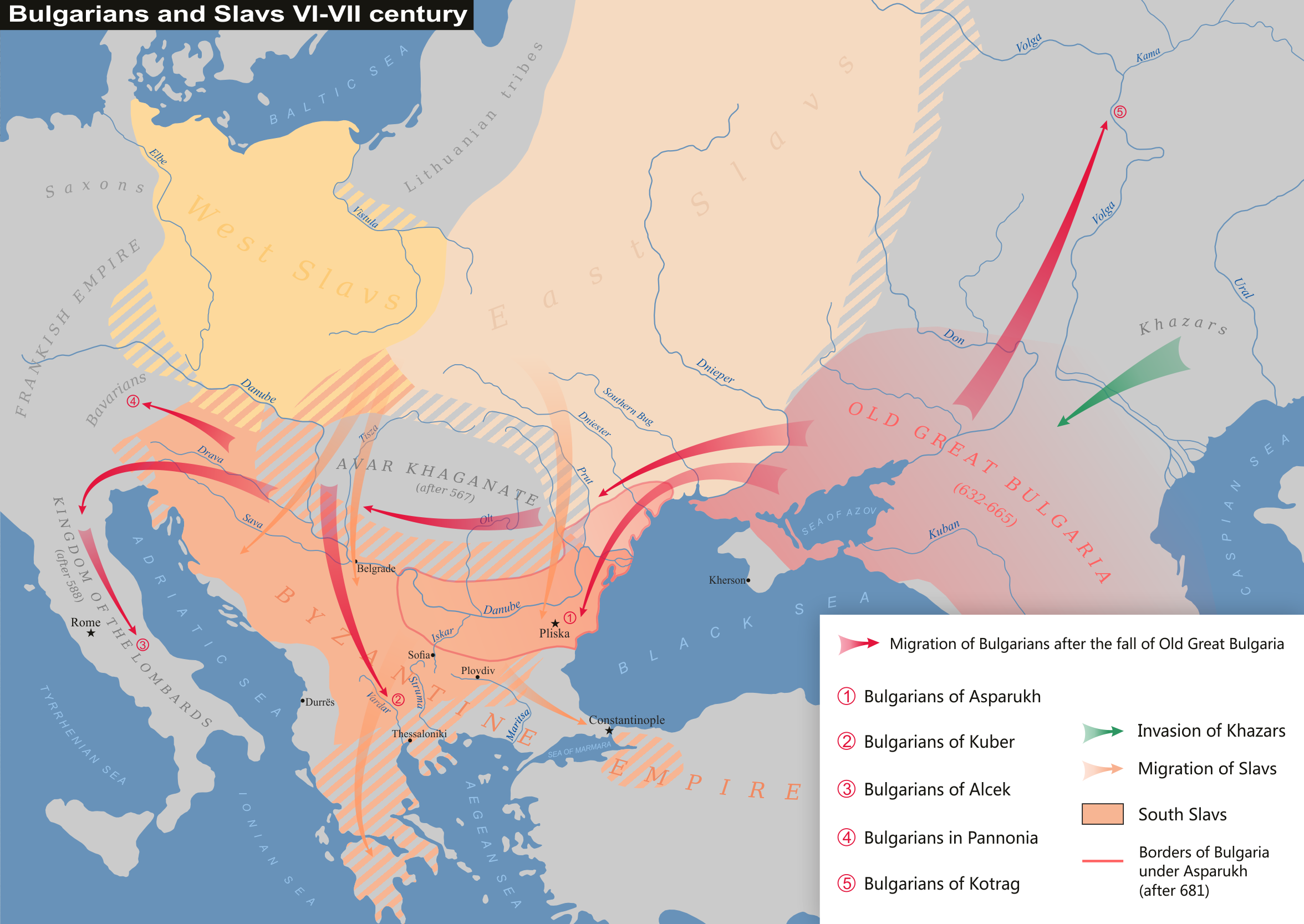
Sự di cư của Bulgar sau sự sụp đổ của Old Bulgary Vĩ đại trong thế kỷ thứ 7.

### Danh tính của Hung
Trong khi danh tính thực sự của họ vẫn còn đang tranh cãi, người Hung thường được coi là người Thổ Nhĩ Kỳ, và đôi khi có liên quan đến Hung Nô. Orosius khiến cho những người Hung du mục đã khiến cho người Ostrogoth vào năm 377 SCN hoàn toàn bất ngờ, "sẽ phải dừng lại bởi những ngọn núi không thể vượt qua" và dường như không thể cho đến lúc đó. Bất cứ điều gì có thể là lý do anh ta đưa ra tuyên bố như vậy, anh ta và Goth có thể đã tìm thấy nhiều tài liệu tham khảo về Hung từ các nhà địa lý cổ điển, như Pliny và Ptolemy. Trên thực tế, một số đã ở Châu Âu. Những ngọn núi là huyền thoại của người Ostrogoth sống trên thảo nguyên Pontic, một mục tiêu dễ dàng cho kỵ binh Hung.
Trong khi ở châu Âu, họ kết hợp với những dân tộc khác như Goth, Slav và Alan.
Người Hun không biết chữ (theo Procopius) và không để lại ngôn ngữ nào để nhận dạng chúng ngoại trừ tên của họ, tên có nguồn gốc từ tiếng Đức, Iran, Turkic, không rõ ràng và có sự hỗn hợp. Một số tên, chẳng hạn như Ultinčur và Alpilčur, giống như tên Thổ Nhĩ Kỳ kết thúc bằng -čor, Pecheneg tên trong -tzour và Tiếng Kyrgyz tên trong -čoro. Những cái tên kết thúc bằng -gur, như Utigur và Onogur, và -gir, như Ultingir, giống như những cái tên Thổ Nhĩ Kỳ có cùng kết thúc.
Một bộ tộc Hung tự gọi mình là Acatir (tiếng Hy Lạp Akatiroi, tiếng Latin Acatiri), mà theo Wilhelm Tomaschek có nguồn gốc từ Agac-ari, "người rừng", gợi nhớ đến "Người rừng rậm" của Shi-Ji. Agaj-eri được đề cập trong Từ điển Turko-Arabian năm 1245 sau Công nguyên. Cái tên Agac-eri chép trong lịch sử sau này ở Anatolia và Khuzistan (ví dụ thành phố Aghajari). Maenchen-Helfen bác bỏ từ nguyên này với lý do g không phải là k và dường như không có quy tắc ngôn ngữ nào để tạo kết nối. Tuy nhiên, Herodotus có đề cập đến Agathyrsi, người mà Latham kết nối với một số Acatiri đầu tiên ở Dacia.
Jordanes là nơi "chủng tộc Acatziri hùng mạnh nhất, không biết gì về nông nghiệp, sống theo nhóm và săn bắn" ở phía nam Aesti (một phần lãnh thổ Phổ). Một số nguồn xác định Bulgars với Hung. Một nhánh khác là người Saviri hay Sabir. Ứng cử viên mạnh nhất cho phần còn lại của những người nói ngôn ngữ Hunnic là Chuvash, dân tộc sống gần vị trí của Volga Bulgars.